# Couvent des Pénitents de Rouen
Pour les articles homonymes, voir Couvent des Pénitents.
L’ancien couvent des Pénitents est situé dans la partie Est de la ville de Rouen.
Plusieurs éléments sont protégés : le rez-de-chaussée et le premier étage des façades des ailes sud et est du cloître, ainsi que l'escalier dans l'angle nord-est. Cet ensemble fait l’objet d’une inscription au titre des monuments historiques depuis le 21 décembre 1984.

## Historique
Un premier couvent de Pénitents est fondé en 1472 par Rogerin Rabasse, le couvent de Sainte-Barbe-sous-Croisset, à Canteleu. De là, ils demandent dès 1522 à s’installer dans la ville de Rouen, mais leur demande est refusée. Ils s’installent en 1609 dans le faubourg Bouvreuil, dans une maison donnée par Marthe de Rassent, veuve de Guillaume Aubert, sieur de Gouville. En 1610, ils peuvent déplacer le couvent du Croisset au faubourg, par lettres patentes d’Henri IV. Rapidement à l’étroit, ils obtiennent des patentes du roi Louis XIII pour s’installer où ils le souhaitent dans la ville de Rouen.
Un échange est opéré le 10 février 1612 avec « Monsieur de Bapeaumes, de la place, terres & maisons, sises en la rue de S. Hilaire, qui est le lieu où est maintenant leur couvent ». La première pierre de l’église est posée le 1er avril 1612. Les Pénitents s’y établissent en mai 1612. L’église conventuelle Notre-Dame-de-Lorette est dédicacée en 1615 par l’archevêque de Rouen, François de Joyeuse. Le cloître commencé dans la première moitié du XVIIe siècle est achevé en 1625.
Supprimé à la Révolution, l’église conventuelle devient l’église paroissiale Saint-François. Fermée en 1792, elle est finalement démolie. Le couvent devient en 1795 une prison, la « Maison François ». Le couvent reprend finalement ses fonctions et accueille de 1839 à 1865 les sœurs du Bon-Pasteur, avant de céder leur place aux sœurs des Saints-Anges, jusqu’à la Seconde Guerre mondiale. La chapelle a été reconstruite par Charles Robert et achevée en 1876. Elle sera détruite en 1984.
Après guerre, il est occupé par le lycée d’enseignement professionnel Péguy. Réhabilité à partir de 1989 par l’architecte Massimiliano Fuksas, et inauguré en 1993, il abrite l'agence régionale de l'environnement de Haute-Normandie jusqu'en décembre 2011.
Du couvent des Pénitents de Rouen, il reste aujourd’hui l’élévation de deux des quatre ailes du cloître et un escalier.
Le site a été vendu en mars 2012 à un promoteur privé.